# SN 2009ch
SN 2009ch – supernowa typu Ia odkryta 20 marca 2009 roku w galaktyce A105108+7405. W momencie odkrycia miała maksymalną jasność 20,50m.